# 비디오 빌리지
비디오 빌리지(VIDEO VILLAGE)는 2014년 10월 설립된 뉴미디어 & 디지털 콘텐츠 스타트업으로 다양한 색깔의 크리에이터 채널과 파트너쉽을 맺고 내부 스튜디오 사업을 통해 오리지널 콘텐츠를 제작하며 밀레니얼 세대 뿐만 아니라 다양한 세대에게 건강하고 재미있는 콘텐츠를 제공하는 대한민국의 기업이다. 본사는 서울특별시 강남구 대치동에 위치해있다.

## 사업
- 크리에이터 발굴, 육성 및 매니지먼트
- 디지털 광고 영업 및 기획
- 유튜브 콘텐츠 제작 및 유튜브 채널 관리
- 디지털 콘텐츠 유통 및 플랫폼 관리
- 콘텐츠 외주 제작 및 유튜브 채널 대행 관리

## 소속 파트너쉽 크리에이터
- 공대생 변승주
- 공대생네 가족
- 햄튜브
- 코리안브로스
- OSSC
- 팀브라더스
- 하지
- 오마이비키
- 류스펜나
- 김무비
- 송필드
- 정단비 그리고 삐이이
- 공실이
- 지옹이
- 유나
- 로쉐가브
- 재열ASMR
- 주멍이네 먹방
- 신별
- [빵튜브]뽀니
- coreanita 니따
- 이십세상진
- 배솜몬
- 하니얌
- 혜성
- 김현지
- JD준디
- 채현
- 백수박
- 영둥이
- 시야미
- 야신야덕
- 베니패밀리
- 엉준
- 요상한TV
- 파운드캣

## 스튜디오 채널
- 씨그널V

남녀의 짜릿한 시그널에 대해 알아보는 예능 채널이며, 현재 씨그널 큐브와 씨그널 프로젝팅이 방영 중에 있다.
- 보이즈빌리지

단순한 호기심은 없다! 라는 주제로 아이디어를 행동으로 옮기는 챌린지 예능 채널로, 대표적인 프로그램은 7/15/30이 있다.
- 스튜디오V

따뜻한 영상과 진짜 사회의 모습을 콘텐츠로 보여주며 편견을 없애고, 의미를 전달하는 채널이다.
- 잇츠오케이

대학생이 IT기기를 직접 공부하고 리뷰하는 테크 채널이다.
- 푸딧

다양한 음식을 활용하여 푸딧만의 발랄한 먹방을 보여주는 푸드 채널이다.
- 캠핑모드

초보도 쉽게 즐길 수 있는 캠핑에 관한 다양한 콘텐츠를 만들고 있는 캠핑 채널이다.
- 픽플

못하는 리뷰는 없다! 다재다능한 리뷰형 커머스 채널이다.

## 연혁
- 2014.10 주식회사 비디오빌리지 법인 설립
- 2015.03 네이버,유튜브,카카오,피키캐스트 등 12개사 유통계약체결
- 2015.10 동문파트너즈와 캡스톤파트너스에서 6억원의 투자를 유치
- 2016.01 Twitter Video Awards 2015 수상
- 2016.01 네이버tv 캐스트 제 1회 크리에이터 공모전 개최
- 2016.02 MCN협회 (MCNA) 이사사 취임
- 2016.03 벤처기업인증 / 기업부설연구소 설립(KOITA 인증)
- 2016.06 네이버tv 제 2회 크리에이터 공모전 개최
- 2016.07 이니스프리 뷰티 크리에이터 양성과정 개최
- 2016.10 한국전파진흥협회(RAPA) 1인 미디어창작자 양성과정 개최
- 2017.05 한국콘텐츠진흥원(KOCCA) 크리에이터 육성사업 운영
- 2017.06 Google YouTube Business Accelerator 멘토 선정
- 2017.09 서울문화재단 생활예술 MCN활성화 사업위탁 운영
- 2018.06 한국콘텐츠진흥원(KOCCA) MCN 크리에이터 3기 육성사업 운영
- 2018.10 대구콘텐츠코리아랩 장르특화(웹터이너) 육성사업 운영
- 2018.10 도봉구청 ‘오픈창동 크리에이터 교육’사업 운영
- 2019.02 삼성카드 영랩 마케터 8,9기(유튜브 크리에이터) 육성사업 운영
- 2019.04 한국콘텐츠진흥원 뉴미디어랩 1기 육성사업 운영
- 2019.05 삼양식품 브랜드 유튜브 채널 운영 대행
- 2019.06 일본의 대형 모바일게임 회사인 코로프라(COLOPL)로부터 시리즈A 규모의 투자를 유치
- 2019.07 전라북도콘텐츠코리아랩 콘텐츠 크리에이터 양성사업 운영
- 2019.08 BCWW 2019 뉴미디어콘텐츠상 대상 수상
- 2019.09 한국전파진흥협회 ‘2019 1인 미디어 대전’ 참가 및 부스 운영
- 2019.10 한국관광공사 유튜브 채널 운영 대행
- 2019.12 2019 KMCNA ‘올해의 MCN사’ 선정